# Дитя Луны
«Дитя Луны» (англ. MOON CHILD) — кинофильм.

## Сюжет
Действие происходит в вымышленном городе Маллепа. Иммигранты разных рас и национальностей смешиваются, каждый занимается своим бизнесом. Тут мы встречаем Кэя, вампира, который потерял волю к жизни после смерти его единственного друга-вампира. Кэй хочет умереть, но вскоре его встречает сирота — парень по имени Сё. Сё узнаёт о вампиризме Кэя и не пугается этого. Постепенно он становится его лучшим другом. Действие переносится на несколько лет вперёд, когда его банда подростков стала взрослой. Они грабят местную мафию, действуя так бесстрашно, как будто ничего не может им повредить, хотя на самом деле единственным бессмертным среди них является Кэй. Затем, в ходе одного «дела», они встречают Сона, и их судьбы переплетаются навсегда.

## В ролях
- Хидэто Такараи — Кэй, вампир
- Гакт Камуи — Сё
- Ван Лихун — Сон
- Таро Ямамото — Тоси
- Зени Квок — И Чэ
- Каната Хонго — юный Сё